# Nucli antic de Barbens
El Nucli antic de Barbens es considera un monument del municipi de Barbens (Pla d'Urgell) inclòs en l'Inventari del Patrimoni Arquitectònic de Catalunya.

## Descripció
L'estructura urbanística del poble ha mantingut el traçat de l'època medieval en la part del nucli antic, que s'estructura a partir de l'actual plaça de l'Església. El primer recinte edificat del poble, bastit a finals del segle xi, és on es localitzen l'entrada principal del castell de Barbens i l'església parroquial. El nucli es va expandir cap al sud, al llarg del carrer Major, fins a l'indret conegut popularment com "lo portal", on acabava la vila closa. No fou fins al segle xviii en què el poble va créixer fora de la vila closa -es va crear "la Raval"-, en direcció cap a Bellpuig que, de fet, és la continuació del carrer Major. Després va créixer cap a l'oest formant "la Raval d'Ivars", avui carrer d'Urgell.
En aquests carrers hi ha els edificis més destacats del poble: l'església parroquial, el castell o comanda i altres cases d'interès pels cellers, cups, llindes, portes adovellades, arcs apuntats, així com restes de la muralla. Destaquen ca l'Alçamora o cal Pastoret, ambdues coronades per un cimbori similar al de la comanda.

## Història
El municipi de Barbens se situa en l'extrem nord-oriental de la comarca del Pla d'Urgell. Aquest territori va ser conquerit per Ermengol IV d'Urgell. El primer senyor del castell de Barbens que apareix a la documentació és Ramon Barrufell. L'any 1164 es va establir al poble l'orde del Temple i van comprar el castell creant així una comanda independent. L'any 1312, l'orde del Temple es va dissoldre i la comanda passà a mans de l'ordre de l'Hospital. Encara es conserven les restes de la comanda en el castell i en el traçat del nucli antic.